# Pigalle, la nuit
Pour les articles homonymes, voir Pigalle.
Pigalle, la nuit est une série télévisée française en huit épisodes de 52 minutes, créée par Hervé Hadmar et Marc Herpoux, et diffusée du 23 novembre au 14 décembre 2009 sur Canal+.
La série est rediffusée lors de la saison 2012/2013 sur D8, puis du 12 janvier au 2 février 2014 sur D17.
Il s'agit de la deuxième collaboration entre Hervé Hadmar et Marc Herpoux, après Les Oubliées en 2008.
Le 13 juillet 2011, à la surprise générale, Canal+ annonce qu'elle annule la seconde saison, pourtant commandée en décembre 2009, jugeant que les scripts présentés ne sont pas conformes à la ligne éditoriale de la chaîne.

## Synopsis

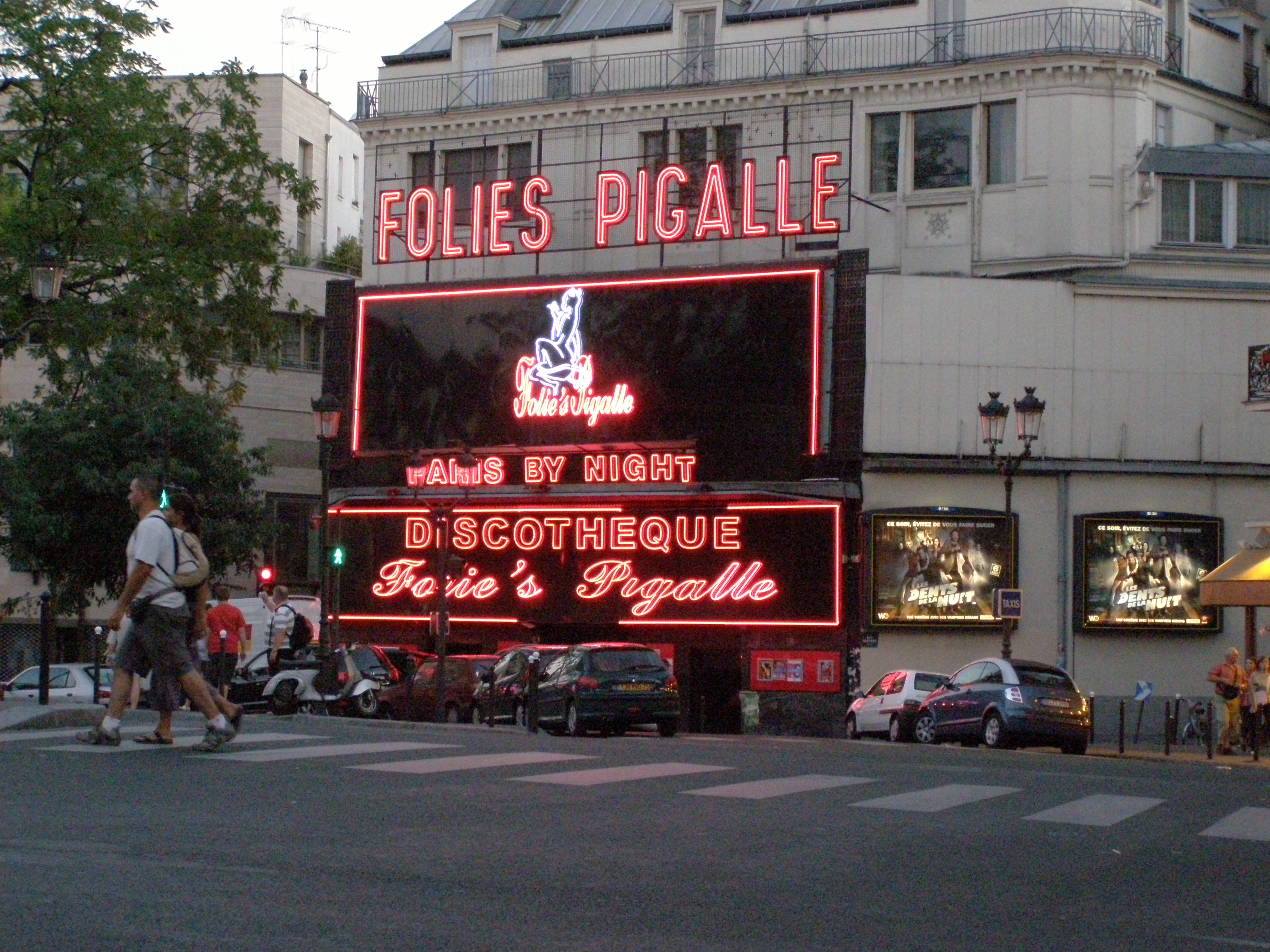
Folies Pigalle

Thomas travaille à la City de Londres. Lors d'un séjour à Paris, il sort dans un club de striptease et découvre que sa sœur, Emma, qu'il n'a pas vue depuis deux ans, en est la vedette. Il tente de lui parler, mais elle lui échappe. Peu après, elle disparaît mystérieusement sans laisser de traces. Thomas entreprend alors d'explorer le quartier de Pigalle et ses secrets pour la retrouver. Il se trouve alors lié à un conflit entre Nadir Zainoun, détenteur des deux principaux clubs de Pigalle, et les mystérieux propriétaires d'un nouveau club, le Paradise. Cette rivalité va déstabiliser le petit monde de Pigalle où tout le monde se connaît...

## Distribution

### Acteurs principaux
- Jalil Lespert : Thomas
- Simon Abkarian : Nadir Zainoun, patron de sex-shop
- Armelle Deutsch : Emma, soeur de Thomas
- Catherine Mouchet : Alice
- Éric Ruf : Dimitri
- Sara Martins : Fleur
- Hubert Koundé : Adam
- Igor Skreblin : Olivier
- Yasmine Belmadi : Jamil
- Archie Shepp : Max
- Linh-Dan Pham : Sinh

### Acteurs récurrents
- Sacha Bourdo : Oswald, l'animateur du Sexodrome
- Thierry Sebban : Damien
- Pom Klementieff : Sandra
- Pascal Demolon : Lucien
- Myriam Moraly : Juliette
- Pierre Derenne : Guillaume
- Joël Ravon : Vincent
- Camille de Pazzis : Amandine
- Clio Baran : Héléna
- Dani : la duchesse
- Maxime Tshibangu : Max, jeune
- Aude Pepin : Tania
- Stéphanie Michelini : Erika

### Invités
- Alexandre Arbatt : Gourchenkov (épisodes 6 et 8)
- Sarah Cohen-Hadria : Valentine (épisodes 3 et 7)
- Julie Boulanger : une fille au Paradise (épisodes 6 et 7)
- Catherine Epars : la femme d'affaires (épisodes 1 et 4)
- Peter Hudson : Stuart Morgan (épisode 1)
- Félicité du Jeu : Elizabeth (épisode 6)
- Alice Dufour : une danseuse (épisode 2)
- Jan Hammenecker : Jean-Claude (épisode 2)
- Salvatore Rombi : le vigile du Sexodrome (épisode 3)
- Sam Spiegel : le banquier de Nadir (épisode 1)
- Jean-Michel Zecca : le directeur du cercle de jeux (épisode 3)
- Sebastian Barrio : un client d'un club échangiste (épisodes 3 et 4)
- Éloïse Labro : la serveuse (épisodes 1 et 2)
- Océane Lao : la fille de Sinh, la pharmacienne

## Production

### Développement

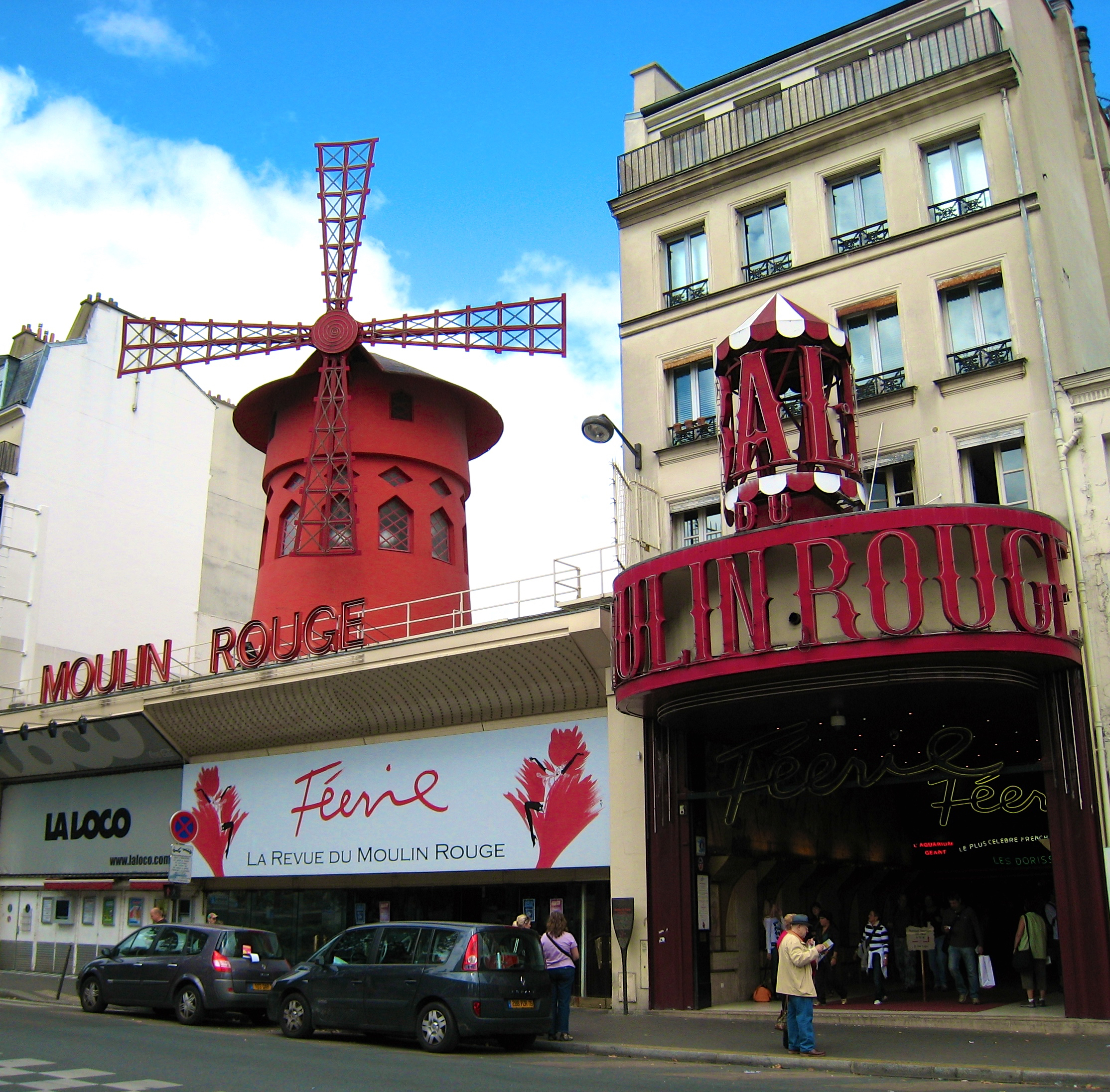
Le cabaret Moulin Rouge

La première série créée par Hervé Hadmar et Marc Herpoux, Les Oubliées en 2008, a remporté un grand succès critique. Ils s'intéressent au quartier de Pigalle pour son humanité, réunissant toute une palette de personnages très différents, de par leurs comportements sociaux et sexuels. Christine de Bourbon Busset, productrice à Lincoln TV, se montre intéressée, tout comme la chaine Canal+. Pour permettre à Hadmar et Herpoux de trouver l'inspiration, la production leur loue un appartement derrière la salle de spectacle La Cigale, et les deux scénaristes y passent six mois à observer et à rencontrer des habitants, des patrons de boîte, et des strip-teaseuses. Ils s'inspirent de ces vrais gens et de leur vie pour créer leurs personnages,.
Ils écrivent donc la série à la manière des scénaristes anglo-saxons. À partir de la trame d'un frère qui cherche sa sœur dans le quartier, les deux co-scénaristes imaginent une histoire qui permet de rencontrer de multiples personnages qui incarnent le quartier de Pigalle. Leur objectif est de faire du quartier de Pigalle lui-même un véritable personnage qui puisse dès lors abriter plusieurs saisons structurées autour d'histoires différentes ne mettant pas forcément en avant les mêmes personnages. Les auteurs souhaitent confronter la réalité de Pigalle au mythe Pigalle. Leur postulat étant que « le mythe Pigalle est ce qui permet de survivre à la réalité ». Ils donnent également à la série une identité visuelle en imposant une direction artistique. Leur travail se rapproche de celui des showrunners américains.
En décembre 2009, à la suite du succès critique et des bonnes audiences de la première saison, la chaine commande une seconde saison. Mais le 13 juillet 2011, à la surprise générale, Canal+ annonce qu'elle annule la seconde saison, jugeant que les scripts présentés ne sont pas conformes à la ligne éditoriale de la chaîne. Le co-créateur Marc Herpoux ne comprend cependant pas cette décision, ayant travaillé pendant deux ans sur cette nouvelle saison avec des réunions tous les trois mois avec la chaîne.
En mars 2012, un remake américain sous la direction de James Manos Jr., créateur de la série Dexter, est officialisé. L'action doit se dérouler à Moscou, au cœur de la mafia russe.

### Casting
En novembre 2008, il est annoncé que Simon Abkarian jouera un patron de sex-shop dans la série à venir.
En janvier 2009, Armelle Deutsch rejoint le casting, déjà composé d'Éric Ruf, Linh-Dan Pham et Catherine Mouchet.
Jalil Lespert fait partie du casting lors du tournage.

### Tournage
Le tournage de la série a lieu du 23 février au 16 juillet 2009, principalement dans le quartier Pigalle à Paris.
Le réalisateur tourne directement dans la rue, sans interrompre la circulation, au milieu des passants, préparant d'abord l'arrière plan avant de mettre en scène ses personnages. Les comédiens sont libres de leurs mouvements et peuvent improviser.

### Fiche technique

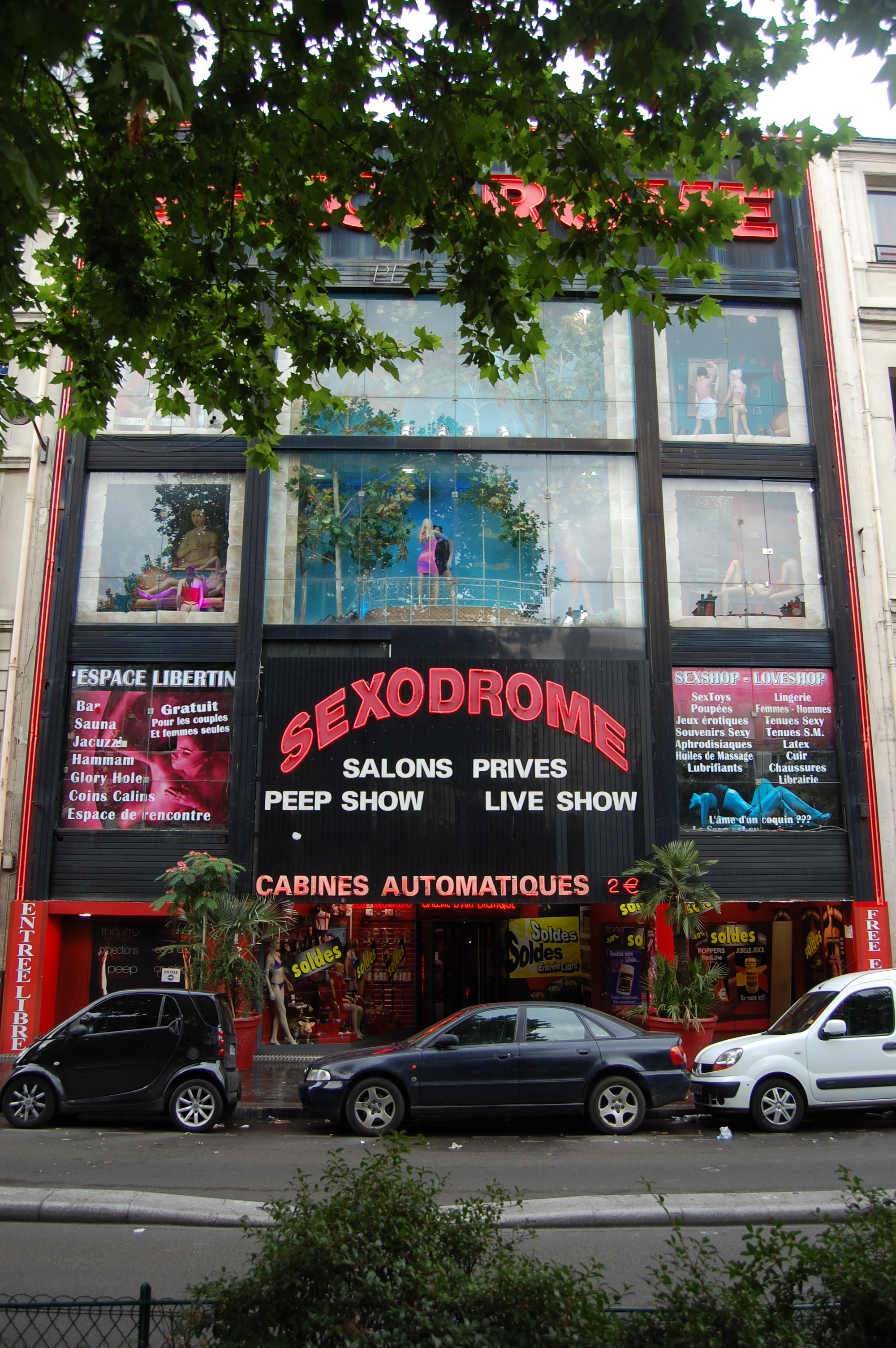
Le sex-shop Sexodrome

- Titre original français : Pigalle, la nuit
- Création : Hervé Hadmar et Marc Herpoux
- Réalisation : Hervé Hadmar
- Scénario : Hervé Hadmar et Marc Herpoux
- Direction artistique :
- Décors : Françoise Dupertuis
- Costumes :
- Photographie : Jean-Max Bernard
- Son : François Groult
- Montage : Aurique Delannoy, Diane Logan et Emmanuelle Labbé
- Musique : Éric Demarsan
- Cascades : Olivier Schneider et Frédéric Vallet
- Casting : Pascale Paddy, Liv Charpentier et Okinawa Valérie Guerard
- Production : Christine de Bourbon Busset
- Société de production : Fidélité TV
- Sociétés de distribution (télévision) : Canal+ (France)
- Budget :
- Pays d'origine :  France
- Langue originale : Français
- Format : couleur
- Genre : Drame
- Durée : 416 minutes (8 x 52 minutes)

### Diffusion
Pigalle, la nuit est la seconde série française diffusée au cours de la saison 2009/2010 par Canal+ dans sa case de création originale du lundi soir à 20h45. Elle fait suite à la diffusion de Braquo qui a été le plus gros succès d'audience de la chaine pour une série française.
Après chaque soirée de diffusion le site Le Village propose des bonus dans lesquels Hervé Hadmar et Marc Herpoux commentent des scènes clefs des épisodes venant juste d'être diffusés,,,.

## Épisodes
1. Épisode 1
2. Épisode 2
3. Épisode 3
4. Épisode 4
5. Épisode 5
6. Épisode 6
7. Épisode 7
8. Épisode 8

### Épisode 1
Nadir Zainoun règne sur le Pigalle de la nuit. En plus du Folie's, il est aussi propriétaire du SexoDrome, un sex-shop. Nadir et ses acolytes discutent d'une stratégie pour contrer la concurrence à venir du Paradise. La pierre angulaire de cette stratégie est Fleur, qui serait chargée de former les filles du club à la danse. Olivier suggère que les filles du sexodrome aillent "un peu plus loin dans les contacts", ce que refuse catégoriquement Nadir. "De la branlette, mais pas de pénétration", rétorque le patron. Cette stratégie fait de la jeune Emma l'étoile du Folie's et de Fleur, reine de la nuit et du Folie's, la matrone du sexodrome.
Thomas, un financier de la City, est de passage à Paris pour affaires. Lors d'une soirée dans un club de Pigalle, le Folie's, il reconnaît sa sœur Emma, qui fait un effeuillage sur scène. Thomas et Emma sont brouillés depuis deux ans, après qu'elle eut quitté leur appartement commun de Londres pour suivre un homme à Paris. Sidéré et surpris, il tente de la rencontrer, mais se voit refuser l'accès aux loges. Emma, qui a vu que son frère était présent, reste introuvable depuis. Au cours de ses recherches, Thomas finit par rencontrer Dimitri, propriétaire du Paradise, un nouveau club concurrent du Folie's qui ouvre tout juste ses portes.
Nadir apprend que le Paradise est dirigé par Damien Becker, un de ses anciens employés. Mais Nadir ne connait toujours pas le nom du propriétaire, qui reste un mystère. Ce n'est qu'à la fin de l'épisode que l'on découvre son identité. Il s'agit d'un certain Dimitri.

### Épisode 2
Thomas finit par obtenir l'adresse de sa sœur en mettant la pression à Fleur. Il découvre un appartement sens dessus-dessous, dont la porte n'était pas verrouillée, mais aussi le porte-feuille d'Emma et sa carte de crédit. Sur le répondeur, il entend un message inquiétant d'un homme qui menace de venir la chercher et de l'emmener loin de Pigalle. Thomas se rend alors au commissariat pour signaler sa disparition. Mais la disparition d'une danseuse érotique du Folie's n'émeut pas le policier qui estime qu'elle est tout simplement en virée avec un client. Juliette, une jeune flic, lui conseille malgré tout de faire le tour des hôpitaux.
Nadir continue à mettre la pression sur Alice, pour acheter sa boutique. Cette dernière apprend que le crédit octroyé par son banquier lui est soudainement refusé. Nadir a visiblement le bras long. De plus, Jamil, un de ses lieutenants, a volé deux cartons de marchandises dans la boutique. Après s'être expliqué avec Nadir, ce dernier lui formule une nouvelle offre, se montant, dans le même temps, plus menaçant. Alice ne flanche pas.
Fleur a présenté Thomas à la travestie Erica dans le but de l'aider dans ses recherches. Cette dernière reconnait la voix sur le répondeur d'Emma. Il s'agit d'un certain Jean-Claude. Thomas se rend au domicile de ce dernier et l'agresse violemment pour obtenir ses aveux. Celui-ci admet laisser fréquemment des messages sur le répondeur d'Emma avec son consentement, celle-ci lui ayant donné son numéro de téléphone dans ce but.
Nadir et ses sbires arrivent au Paradise pour la soirée d'inauguration. Ils rencontrent enfin le propriétaire, Dimitri et comprennent que le financement provient de capitaux russes. Nadir remarque aussi les coussins du Paradise, qui proviennent tous de la boutique d'Alice. Il comprend alors que Dimitri soutient financièrement celle-ci à son insu dans le seul but de contrecarrer les plans de Nadir. En sortant du Paradise, Oswald qui travaille au Sexodrome, est retrouvé gisant après avoir été poignardé devant le club.
Au même moment, Juliette, à la morgue, examine le corps d'une jeune femme brune, cheveux courts, la trentaine, avec un tatouage à l'épaule gauche similaire à celui décrit par Thomas au commissariat. Elle l'appelle immédiatement et Thomas part en courant à la morgue.

## Accueil

### Audiences
La série est suivie par une moyenne de 975 000 téléspectateurs.
Les deux premiers épisodes sont suivis par 1,2 million d’abonnés, soit 18,5 % du public. C'est le deuxième meilleur démarrage d'une série derrière Braquo.
Les deux derniers épisodes attirent 981 000 téléspectateurs.

### Réception critique
Pigalle, la nuit a reçu un accueil critique extrêmement positif, la presse ayant quasi-unanimement salué la qualité exceptionnelle de la série.

### Distinctions
- Festival de télévision de Monte-Carlo 2010 : Prix de la presse de la meilleure série française[23]

## Produits dérivés

### Sorties en DVD et Blu-ray
Le coffret DVD, édité par Studiocanal, est disponible depuis le 5 janvier 2010. Les bonus consistent en un making-of de 45 minutes.